# Crossbencher

Un crossbencher, littéralement « celui [qui occupe] les bancs de travers », est un membre indépendant ou d'une minorité politique dans certaines assemblées législatives anglo-saxonnes telles que la Chambre des lords britannique et le Parlement australien. Ils tirent leur nom des bancs croisés, perpendiculaires aux bancs du gouvernement et de l'opposition, où ils siègent dans la chambre, le parlement de la Chambre des lords britannique n'étant pas en hémicycle mais rectangulaire.

## Royaume-Uni

Composition actuelle de la Chambre des lords britannique ; les 182 crossbenchers sont à droite, en gris sombre.

Les crossbenchers de la Chambre des lords britannique ne sont affiliés à aucun parti en particulier. Jusqu'en 2009, il s'agissait des Law Lords nommés en vertu de l'Appelate Jurisdiction Act de 1876.
En outre, les anciens présidents de la Chambre des communes (tels que John Bercow) et les anciens présidents de la Chambre des lords (tels que la Helene Hayman et Frances D'Souza) qui, par convention, ne sont alignés sur aucun parti, siègent également en tant que crossbenchers.
Il y a aussi des membres non affiliés de la Chambre des Lords qui ne font pas partie du groupe des crossbenchers ; cela comprend certains officiers, tels que le Lord Speaker et certains membres qui sont associés à un parti mais dont le whip a été retiré.
Bien que des membres non affiliés et des membres de petits partis siègent parfois sur les bancs transversaux, ils ne sont pas membres du groupe parlementaire des crossbenchers.
Quoique les Lords Spiritual (archevêques et grands évêques de l’Église d’Angleterre) n’aient pas non plus d'affiliation à un quelconque parti politique, ils ne sont pas considérés comme des crossbenchers et ne siègent pas sur ces bancs, leurs sièges étant du côté du gouvernement (majorité gouvernementale) de la chambre.
Un « nombre croissant » de crossbenchers sont nommés pairs pour des raisons non politiques. Depuis sa création en mai 2000, la Commission des nominations de la Chambre des Lords a nommé 67 pairs non partisans dans la vie politique et qui ont ainsi rejoint la Chambre des Lords en tant que membres des crossbenchers. Il y a actuellement 182 crossbenchers, ce qui forme environ 24 % des membres siégeant à la Chambre des Lords, ce chiffre n'est dépassé que par les lords du parti conservateur. D'avril 2007 à fin 2009, le nombre de crossbenchers a été pour la première fois supérieur au nombre de pairs conservateurs.
Les partis soutenant un gouvernement minoritaire dans un accord de confiance et de soutien à la Chambre des communes, comme le Parti unioniste démocrate lors de la législature 2017-2019, ne sont pas considérés comme des députés crossbenchers. Avec tous les autres partis qui ne sont pas au pouvoir, ils sont considérés comme faisant partie de l'opposition et siègent ainsi sur les bancs de l'opposition.

### Convenor
Les crossbenchers ne prennent pas de position collective sur les questions et n'ont donc pas de whips ; cependant, ils élisent parmi eux un coordonnateur, le convenor, à des fins administratives et pour les tenir au courant des affaires de la Chambre.
Le convenor actuel est Igor Judge, qui a pris ses fonctions en octobre 2019. Bien que les convenors ne fassent pas partie des « canaux habituels » (c'est-à-dire les whips des partis qui décident des affaires de la Chambre), ils participent à leurs discussions ces dernières années.
Les personnes suivantes ont servi de coordonnateur des crossbenchers :
- 1968-1974 : William Strang (1er baron Strang)
- 1974-1995 : Audrey Hylton-Foster
- 1995-1999 : Bernard Weatherill (président suppléant 1993-1995)
- 1999-2004 : David Craig
- 2004-2007 : David Williamson
- 2007-2011 : Frances D'Souza [1]
- 2011-2015 : Herbert Laming
- 2015-2019 : David Hope [7]
- depuis 2019 : Igor Judge [4]

## Australie

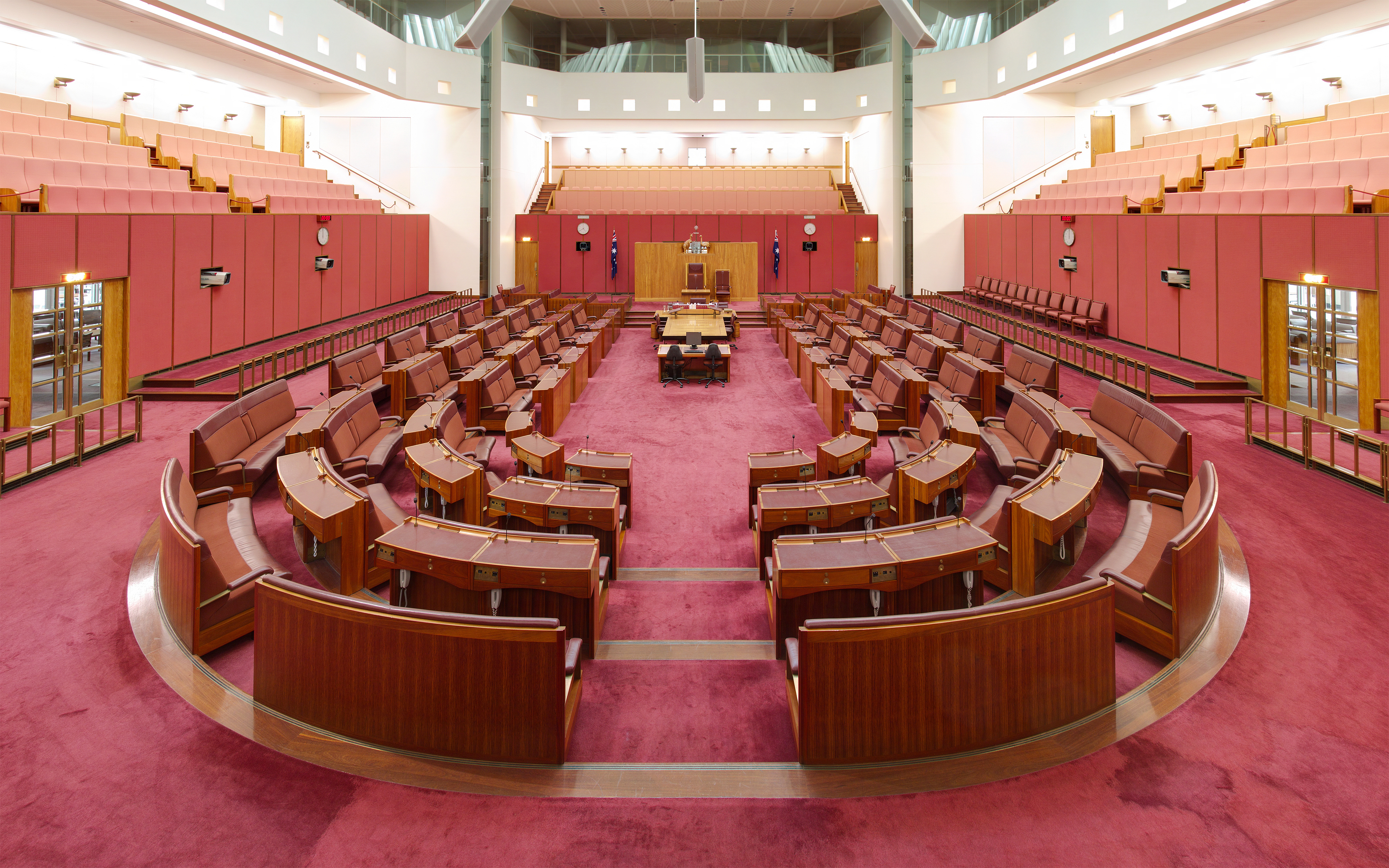
Le Sénat australien. Les crossbenchers s'asseyent sur les sièges de travers, entre les deux bords.

Le terme fait référence à la fois aux membres indépendants et mineurs des partis au Parlement fédéral d'Australie ainsi qu'aux parlements des États et territoires australiens. Contrairement au Royaume-Uni, en Australie, le terme s'applique aux partis et aux indépendants dans les chambres basse et haute du parlement, qui siègent sur les bancs de travers (crossbench) 
Le Sénat australien, qui utilise la forme de représentation proportionnelle à vote unique transférable pour élire sa chambre de 76 sièges, a souvent suffisamment de sénateurs sur les bancs croisés pour que le parti au pouvoir doive négocier avec lui pour faire adopter une loi. Les élections à double dissolution du 2 juillet 2016 ont, par exemple, donné lieu à une chambre avec la Coalition libérale / nationale avec 30 sièges, le Parti travailliste australien avec 26 sièges, les Verts avec 9 sièges, One Nation avec 4 sièges et l'équipe Nick Xenophon avec 3 des places. Les 4 autres sièges ont chacun été remportés par Derryn Hinch, le Parti libéral-démocrate, Family First et Jacqui Lambie. Le nombre de crossbenchers a augmenté de deux pour atteindre un record de 20 (tous sauf ceux de la coalition LPA/NPA et ALP : 9+4+3+4). Le gouvernement libéral/de coalition nationale avait besoin d'au moins neuf voix supplémentaires pour atteindre la majorité au Sénat.[réf. nécessaire] ,
De manière générale, les sénateurs largement alignés sur le gouvernement (comme ceux affiliés aux conservateurs australiens, à One Nation, au Parti libéral-démocrate et à Derryn Hinch) siègent du même côté de la banquette transversale que les bancs du gouvernement, tandis que ceux qui sont plus alignés sur le l'opposition, comme les Verts, siège du même côté du banc croisé que les bancs de l'opposition. Cela a tendance à ne pas être le cas à la Chambre des représentants, à la fois en raison du système électoral différent, ce qui signifie que moins de députés croisés sont élus, et du fait que les sièges officiels du gouvernement et de l'opposition s'étendent sur le bord intérieur de l'ensemble de l'hémicycle.

## Nouvelle-Zélande
À la Chambre des représentants de la Nouvelle-Zélande, les députés des partis qui ne sont ouvertement alignés ni sur le gouvernement ni sur l'opposition officielle (comme ceux appartenant à New Zealand First de 2011 à 2017) sont parfois appelés « crossbenchers » mais ceux qui soutiennent le gouvernement dans les accords de confiance et d'approvisionnement sont considérés comme faisant partie du gouvernement et siègent sur les bancs du gouvernement, et reçoivent souvent des rôles officiels en tant que ministres en dehors du cabinet ou en tant que sous-secrétaires parlementaires. De 2008 à 2017, les députés ACT New Zealand, Māori Party et United Future ont soutenu le gouvernement minoritaire du Parti national . En tant que tels, ces députés n'étaient pas considérés comme des députés crossbenchers ou faisant partie de l'opposition, car ils étaient représentés au sein du gouvernement.

## Concepts similaires au Canada
Le terme « crossbencher » n'est généralement pas utilisé pour le Parlement fédéral du Canada ou l'une des assemblées législatives provinciales ou territoriales. Au lieu de cela, tout parti qui n'est pas le parti au pouvoir est un « parti d'opposition », le plus grand d'entre eux étant désigné comme l'opposition officielle (et son chef est désigné chef de l'opposition). Les partis d'opposition autres que l'opposition officielle sont généralement appelés des tiers.
À partir de 2016, plusieurs caucus non partisans qui remplissent un objectif similaire à celui des députés croisés ont été formés au Sénat du Canada, Le premier, le Groupe des sénateurs indépendants (GSI), a été créé en partie en réponse à la décision du premier ministre Justin Trudeau de nommer davantage de sénateurs non partisans. Semblable aux crossbenchers au Royaume-Uni, le GSI choisit son propre chef et n'utilise pas de système de whip. En décembre 2016, le Sénat a commencé à reconnaître officiellement le GSI et à lui fournir un financement. Deux autres groupes ont été créés en 2019 : le Groupe des sénateurs canadiens (qui se concentre principalement sur les questions régionales) et le Groupe sénatorial progressiste (formé par des membres de l'ancien caucus libéral du Sénat).